# Hibiscadelphus hualalaiensis
Hibiscadelphus hualalaiensis är en malvaväxtart som beskrevs av Joseph Rock. Hibiscadelphus hualalaiensis ingår i släktet Hibiscadelphus och familjen malvaväxter. IUCN kategoriserar arten globalt som akut hotad. Inga underarter finns listade i Catalogue of Life.